# Antonia Cavallucci
Antonia Cavallucci (Roma, ... – ...; fl. XVIII secolo) è stata una cantante e attrice teatrale italiana.
Figlia d'arte, suo padre Bartolomeo Cavallucci era stato un famoso Pulcinella.

## Biografia

### A Rimini, 1752
Acquisisce notorietà grazie alla riunione dell'Accademia dei Lincei tenutasi a Rimini nel 1752, dove il suo maestro Giovanni Bianchi (Jano Planco, 1693-1775), celebre medico e studioso di scienza riminese, la fa esibire appunto come cantante, la sera del venerdì di Carnevale, prima di pronunciare un Discorso sull'arte comica. 
La sua performance  provoca scandalo in città. Bianchi allontana la ragazza, spedendola a Bologna e Ravenna con lettere di raccomandazione che, praticamente, a nulla servono.
Contro la Cavallucci il vescovo di Rimini, Alessandro Guiccioli, inoltra a Roma «illustrissime e reverendissime insolenze», come riferisce a Bianchi un suo corrispondente, Giuseppe Giovanardi Bufferli.

### L'intervento della Chiesa
Attraverso la Cavallucci si vuole colpire soltanto il suo protettore. Bianchi è stato sempre insofferente verso l'ortodossia filosofico-scientifica della Chiesa, ed è in stretta concorrenza rispetto al monopolio pedagogico e culturale dei religiosi, sia con il proprio Liceo privato sia rifondando nel 1745 l'Accademia dei Lincei. Contro il Discorso dell'Arte comica, elogiato peraltro da Voltaire, si celebra infatti presso il Sant'Uffizio un rapido processo che porta alla condanna del testo.
L'accusa è di aver esaltato la Chiesa anglicana, più tollerante di quella romana, nella considerazione degli attori. Probabilmente però non piace la difesa dei classici che Bianchi ha tentato.

### In fuga
Antonia Cavallucci nelle lettere a Giovanni Bianchi racconta la sua vita disperata. Ha dovuto sposare, per imposizione della madre, un uomo violento ed avaro, da cui vorrebbe separarsi con la pronuncia di un tribunale ecclesiastico e proprio a Bianchi chiede una memoria da recitare in quella sede. 
A Bologna ed a Ravenna, deve contrastare gli assalti galanti di chi avrebbe dovuto aiutarla. Invoca così l'aiuto economico di Bianchi. Lo chiama «mio padre» ed anche «nonno», mentre sul medico ricade il sarcasmo degli amici che lo accusano di essersi innamorato di una ragazza allegra.
Il teatino padre Paolo Paciaudi chiama Antonia «infame sgualdrina» e «cortigiana svergognata», d'accordo con il padre Concina, grande avversario di Bianchi, che definisce «putidulæ meretriculae», leziose puttanelle, quante come lei sono artiste teatrali.
Antonia cerca un ruolo di cantatrice: soltanto «per non fare la puttana mi è convenuto fare la comica», confida a Bianchi da Ravenna, respingendo le accuse che volevano la sua casa frequentata da troppi «abatini e zerbinotti».
Antonia si difende incolpando un nemico di Bianchi.
Talora i rapporti epistolari tra l'attrice ed il medico sono burrascosi. Quando Bianchi, accusato da Antonia di essere la causa delle sue sfortune presenti, assume un tono distaccato, lei lo accusa: «Mostrate tutte finzioni». 
Ma Bianchi ha altri pensieri per la testa, appunto il processo all'Indice.

### Ultimo periodo
Sul finire del secolo XIX lo storico Luigi Rasi lascia di Antonia Cavallucci queste notizie: «Benché lodata» nell'Arte comica, «distrusse in breve ogni speranza fondata sul suo avvenire, passando meschinamente la vita in compagnie d'infimo ordine, e finendo poi, vecchia e abbandonata da' compagni di ogni specie, infermiera nell'ospedale di Udine».